# НБА в сезоні 1970–1971
Сезон НБА 1970–1971 був 25-им сезоном в Національній баскетбольній асоціації. Переможцями сезону стали «Мілвокі Бакс», які здолали у фінальній серії «Балтимор Буллетс».

## Регламент змагання
Участь у сезоні брали 17 команд, розподілених між двома конференціями — Східною і Західною, кожна з яких у свою чергу складалася з двох дивізіонів.
По ходу регулярного сезону кожна з команд-учасниць провела по 82 гри.
Чемпіони кожної з конференцій, що визначалися на стадії плей-оф, для визначення чемпіона НБА зустрічалися між собою у Фіналі, що складався із серії ігор до чотирьох перемог.

## Регулярний сезон

### Підсумкові таблиці за дивізіонами
| Атлантичний                     | В  | П  | %П   | Відст | Дом   | Гост  | Нейтр | Див  |
| ------------------------------- | -- | -- | ---- | ----- | ----- | ----- | ----- | ---- |
| y-«Нью-Йорк Нікс»               | 52 | 30 | .634 | –     | 32–9  | 19–20 | 1–1   | 10–6 |
| x-«Філадельфія Севенті-Сіксерс» | 47 | 35 | .573 | 5     | 24–15 | 21–18 | 2–2   | 10–6 |
| «Бостон Селтікс»                | 44 | 38 | .537 | 8     | 25–14 | 18–22 | 1–2   | 8–8  |
| «Баффало Брейвз»                | 22 | 60 | .268 | 30    | 14–23 | 6–30  | 2–7   | 2–10 |

| Центральний          | В  | П  | %П   | Відст | Дом   | Гост  | Нейтр | Див  |
| -------------------- | -- | -- | ---- | ----- | ----- | ----- | ----- | ---- |
| y-«Балтимор Буллетс» | 42 | 40 | .512 | –     | 24–13 | 16–25 | 2–2   | 10–6 |
| x-«Атланта Гокс»     | 36 | 46 | .439 | 6     | 21–20 | 14–26 | 1–0   | 9–7  |
| «Цинциннаті Роялс»   | 33 | 49 | .402 | 9     | 17–16 | 11–28 | 5–5   | 16–6 |
| «Клівленд Кавальєрс» | 15 | 67 | .183 | 27    | 11–30 | 2–37  | 2–0   | 1–13 |

| Середньо-Західний | В  | П  | %П   | Відст | Дом   | Гост  | Нейтр | Див  |
| ----------------- | -- | -- | ---- | ----- | ----- | ----- | ----- | ---- |
| y-«Мілвокі Бакс»  | 66 | 16 | .805 | –     | 34–2  | 28–13 | 4–1   | 14–4 |
| x-«Чикаго Буллз»  | 51 | 31 | .622 | 15    | 30–11 | 17–19 | 4–1   | 7–11 |
| «Фінікс Санз»     | 48 | 34 | .585 | 18    | 27–14 | 19–20 | 2–0   | 9–9  |
| «Детройт Пістонс» | 45 | 37 | .549 | 21    | 24–17 | 20–19 | 1–1   | 6–12 |

| Тихоокеанський             | В  | П  | %П   | Відст | Дом   | Гост  | Нейтр | Див   |
| -------------------------- | -- | -- | ---- | ----- | ----- | ----- | ----- | ----- |
| y-«Лос-Анджелес Лейкерс»   | 48 | 34 | .585 | –     | 30–11 | 17–22 | 1–1   | 15–7  |
| x-«Сан-Франциско Ворріорс» | 41 | 41 | .500 | 7     | 20–18 | 19–21 | 2–2   | 12–10 |
| «Сан-Дієго Рокетс»         | 40 | 42 | .488 | 8     | 24–15 | 15–26 | 1–1   | 14–8  |
| «Сіетл Суперсонікс»        | 38 | 44 | .463 | 10    | 27–13 | 11–30 | 0–1   | 10–14 |
| «Портленд Трейл-Блейзерс»  | 29 | 53 | .354 | 19    | 18–21 | 9–26  | 2–6   | 3–15  |

### Підсумкові таблиці за конференціями
| # | Східна                          | Східна | Східна | Східна |
| # | Команда                         | В      | П      | %П     |
| - | ------------------------------- | ------ | ------ | ------ |
| 1 | z-«Нью-Йорк Нікс»               | 52     | 30     | .634   |
| 2 | y-«Балтимор Буллетс»            | 42     | 40     | .512   |
| 3 | x-«Філадельфія Севенті-Сіксерс» | 47     | 35     | .573   |
| 4 | x-«Атланта Гокс»                | 36     | 46     | .439   |
|   |                                 |        |        |        |
| 5 | «Бостон Селтікс»                | 44     | 38     | .537   |
| 6 | «Цинциннаті Роялс»              | 33     | 49     | .402   |
| 7 | «Баффало Брейвз»                | 22     | 60     | .268   |
| 8 | «Клівленд Кавальєрс»            | 15     | 67     | .183   |

| # | Західна                    | Західна | Західна | Західна |
| # | Команда                    | В       | П       | %П      |
| - | -------------------------- | ------- | ------- | ------- |
| 1 | z-«Мілвокі Бакс»           | 66      | 16      | .805    |
| 2 | y-«Лос-Анджелес Лейкерс»   | 48      | 34      | .585    |
| 3 | x-«Чикаго Буллз»           | 51      | 31      | .622    |
| 4 | x-«Сан-Франциско Ворріорс» | 41      | 41      | .500    |
|   |                            |         |         |         |
| 5 | «Фінікс Санз»              | 48      | 34      | .585    |
| 6 | «Детройт Пістонс»          | 45      | 37      | .549    |
| 7 | «Сан-Дієго Рокетс»         | 40      | 42      | .488    |
| 8 | «Сіетл Суперсонікс»        | 38      | 44      | .463    |
| 9 | «Портленд Трейл-Блейзерс»  | 29      | 53      | .354    |

Легенда:
- z, y – Переможці дивізіону
- x – Учасники плей-оф

## Плей-оф
Переможці пар плей-оф позначені жирним. Цифри перед назвою команди відповідають її позиції у підсумковій турнірній таблиці регулярного сезону конференції. Цифри після назви команди відповідають кількості її перемог у відповідному раунді плей-оф.
|  | Півфінали конференції | Півфінали конференції | Півфінали конференції |              |    | Фінали конференції | Фінали конференції | Фінали конференції |  |  | Фінал НБА | Фінал НБА | Фінал НБА |
|  |                       |                       |                       |              |    |                    |                    |                    |  |  |           |           |           |
|  | M1                    | Мілвокі               | 4                     |              |    |                    |                    |                    |  |  |           |           |           |
|  | P2                    | Сан-Франциско         | 1                     |              |    |                    |                    |                    |  |  |           |           |           |
|  | P2                    | Сан-Франциско         | 1                     |              | M1 | Мілвокі            | 4                  |                    |  |  |           |           |           |
|  | Західна конференція   |                       |                       |              | M1 | Мілвокі            | 4                  |                    |  |  |           |           |           |
|  |                       |                       | P1                    | Л.А. Лейкерс | 1  |                    |                    |                    |  |  |           |           |           |
|  | M2                    | Чикаго                | P1                    | Л.А. Лейкерс | 1  | 3                  |                    |                    |  |  |           |           |           |
|  | M2                    | Чикаго                |                       |              |    | 3                  |                    |                    |  |  |           |           |           |
|  | P1                    | Л.А. Лейкерс          | 4                     |              |    |                    |                    |                    |  |  |           |           |           |
|  |                       |                       |                       |              |    |                    |                    |                    |  |  | M1        | Мілвокі   | 4         |
|  |                       |                       | C1                    | Балтимор     | 0  |                    |                    |                    |  |  |           |           |           |
|  | A1                    | Нью-Йорк              | 4                     |              |    |                    |                    |                    |  |  |           |           |           |
|  | C2                    | Атланта               | 1                     |              |    |                    |                    |                    |  |  |           |           |           |
|  | C2                    | Атланта               | 1                     |              | A1 | Нью-Йорк           | 3                  |                    |  |  |           |           |           |
|  | Східна конференція    |                       |                       |              | A1 | Нью-Йорк           | 3                  |                    |  |  |           |           |           |
|  |                       |                       | C1                    | Балтимор     | 4  |                    |                    |                    |  |  |           |           |           |
|  | A2                    | Філадельфія           | C1                    | Балтимор     | 4  | 3                  |                    |                    |  |  |           |           |           |
|  | A2                    | Філадельфія           |                       |              |    | 3                  |                    |                    |  |  |           |           |           |
|  | C1                    | Балтимор              | 4                     |              |    |                    |                    |                    |  |  |           |           |           |

## Лідери сезону за статистичними показниками
| Показник                  | Гравець         | Команда                | Результат |
| ------------------------- | --------------- | ---------------------- | --------- |
| Очки за гру               | Лью Елсіндор    | «Мілвокі Бакс»         | 31.7      |
| Підбирання за гру         | Вілт Чемберлейн | «Лос-Анджелес Лейкерс» | 18.2      |
| Передачі за гру           | Норм Ван Ліер   | «Цинциннаті Роялс»     | 10.1      |
| % влучань з гри           | Джонні Грін     | «Цинциннаті Роялс»     | .587      |
| % влучань штрафних кидків | Чет Вокер       | «Чикаго Буллз»         | .859      |

## Нагороди НБА

### Щорічні нагороди
- Найцінніший гравець: Лью Елсіндор, «Мілвокі Бакс»
- Новачки року: Джефф Петрі, «Портленд Трейл-Блейзерс» і Дейв Ковенс, «Бостон Селтікс»
- Тренер року: Дік Мотта, «Чикаго Буллз»
- Перша збірна всіх зірок:
  - Дейв Бінг, «Детройт Пістонс»
  - Джеррі Вест, «Лос-Анджелес Лейкерс»
  - Біллі Каннінгем, «Філадельфія Севенті-Сіксерс»
  - Лью Елсіндор, «Мілвокі Бакс»
  - Джон Гавлічек, «Бостон Селтікс»
- Збірна новачків НБА:
  - Джефф Петрі, «Портленд Трейл-Блейзерс»
  - Боб Ланьє, «Детройт Пістонс»
  - Келвін Мерфі,«Сан-Дієго Рокетс»
  - Дейв Ковенс, «Бостон Селтікс»
  - Піт Маравич, «Атланта Гокс»
- Збірні всіх зірок захисту:

| - Перша збірна: - Дейв Дебушер, «Нью-Йорк Нікс» - Гас Джонсон, «Балтимор Буллетс» - Нейт Термонд, «Сан-Франциско Ворріорс» - Волт Фрейзер, «Нью-Йорк Нікс» - Джеррі Вест, «Лос-Анджелес Лейкерс» | - Друга збірна: - Джон Гавлічек, «Бостон Селтікс» - Пол Сілас, «Фінікс Санз» - Лью Елсіндор, «Мілвокі Бакс» - Джеррі Слоан, «Чикаго Буллз» - Норм Ван Ліер, «Цинциннаті Роялс» |